# Фронтиос
Фронтиос (англ. Frontios) — третья серия двадцать первого сезона британского научно-фантастического телесериала «Доктор Кто», состоящая из четырёх эпизодов, которые были показаны в период с 26 января по 3 февраля 1984 года.

## Сюжет
ТАРДИС приземляется в далеком будущем на планете Фронтиос, где некоторые из последних выживших человечества борются за выживание. Планету регулярно атакуют метеоритные дожди, направляемые неизвестным врагом, также ответственным за пропажу некоторых колонистов, включая начальника колонии капитана Ревира. После того, как Ревира "съела земля" начальник охраны Брэйзен начинает операцию по прикрытию, населению сообщается, что капитан умер от естественных причин. После этого сын Ревира, Плантагенет, принимает командование.
В ТАРДИС попадает метеорит, и под воздействием гравитации она приземляется на планету. Доктор, Тиган и Турлоу прямо во время бомбардировки отправляются на разведку. Несмотря на законы о невмешательстве, Доктор помогает раненым колонистам.
Нуждаясь в лучшем освещении медблока, Доктор посылает Тиган и Турлоу за портативным активатором мю-поля и пятью аргоновыми разрядными сферами из ТАРДИС. Но оказывается, что дверь застряла, и пройти дальше консольной комнаты невозможно. Норна, Тиган и Турлоу забирают батарею из лаборатории, но на пути обратно они вынуждены оглушить смотрящего, чтобы избежать поимки. В его отсутствие бомбардировка застает колонию врасплох, и, когда небо очищается, ТАРДИС пропадает, остается лишь стойка для шляп Доктора.
Плантагенет приказывает уничтожить Доктора, но вмешивается Турлоу, используя стойку для шляп как оружие. Плантагенет пытается ударить Доктора монтировкой, но внезапно его сражает сердечный приступ. Доктор пытается спасти ему жизнь с помощью батареи, но командующего утаскивает под землю таинственная сила.
Доктор и друзья узнают, что это все дело рук Грависа и его трактаторов, гигантских насекомых, управляющих гравитацией. Турлоу получает что-то вроде нервного срыва из-за того, что трактаторы когда-то атаковали его родной мир; в его разуме пробуждается глубокие, ужасающие "генетические воспоминания" этого события. Оказывается, что исчезнувшие колонисты используются для управления их горнодобывающими машинами, а Плантагенет был похищен, чтобы заменить умершего капитана Ревира. Гравис собирается превратить Фронтиос в гигантский космический корабль, чтобы вновь сеять ужас трактаторов по всей галактике. Доктор, Турлоу, Брэйзен и его стражники спасают Плантагенета, но Брэйзен погибает.
Тиган бродит по туннелям и натыкается на кусочки ТАРДИС на стенах. Ее преследует Гравис и два трактатора, и она, открыв дверь ТАРДИС, попадает в ее консольную комнату. Доктор хитростью заставляет Грависа собрать ТАРДИС воедино в нормальном измерении, и отвозит его на необитаемую планету Колкокрон, и теперь трактаторы безвредны. Вернувшись, Доктор вручает Плантагенету стойку для шляп и просит не упоминать о его вмешательстве, особенно повелителям времени. Но покинув Фронтиос, двигатель ТАРДИС начинает издавать странный шум, и ее начинает затягивать к центру вселенной...

## Трансляции и отзывы
| Эпизод            | Дата показа    | Продолжительность | Телезрители (в миллионах) |
| ----------------- | -------------- | ----------------- | ------------------------- |
| «Часть 1»         | 26 января 1984 | 24:39             | 8,0                       |
| «Часть 2»         | 27 января 1984 | 24:35             | 5,8                       |
| «Часть 3»         | 2 февраля 1984 | 24:30             | 7,8                       |
| «Часть 4»         | 3 февраля 1984 | 24:26             | 5,6                       |
| [ 1 ] [ 2 ] [ 3 ] |                |                   |                           |

## Интересные факты
- Создание серии сопровождалось многими трудностями. Сначала дизайнер серии Барри Доббинс покончил с собой и был заменен Дэвидом Бакингемом. Затем исполнитель роли мистера Рэнджа Питер Арн был убит у себя дома через несколько часов после примерки костюма. Его роль досталась Уильяму Лукасу.
- Сценаристу Кристоферу Бидмиду было поручено создать серию с монстрами. Он был недоволен этим решением, так как считал, что монстры в сериале всегда выглядят «дешево» и «фальшиво» (в написанных им сериях «Логополис» и «Кастровальва» монстры также не использовались). В результате эта серия стала последней написанной им для сериала. Изначально планировалось и возвращение трактаторов в сериал, но это так и осталось в планах.